# Undløse-Søndersted Sogn
Undløse-Søndersted Sogn er et sogn i Holbæk Provsti (Roskilde Stift). Sognet blev dannet 1. september 2021 ved sammenlægning af Undløse Sogn og Søndersted Sogn.
I 1800-tallet var Søndersted Sogn anneks til Undløse Sogn. Begge sogne hørte til Merløse Herred i Holbæk Amt. Undløse-Søndersted sognekommune blev ved kommunalreformen i 1970 indlemmet i Jernløse Kommune, der ved strukturreformen i 2007 indgik i Holbæk Kommune.
I sognet ligger Undløse Kirke og Søndersted Kirke.